# جيفرسون ايربلاين
جيفرسون ايربلاين بالإنجليزية (Jefferson Airplane) هي فرقة موسيقية تأسست في سان فرانسيسكو، كاليفورنيا عام 1965، وتعتبر من الفرق الرائدة في مجال الروك سايكدلي وكانت من أوائل المجموعات التي ساهمت في تشكيل هذا النوع من موسيقى الروك الذي اشتهر في سبعينيات القرن العشرين.
تميزت أغاني الفرقة بطابع الموسيقى العميق والصوت المتموج، الذي يوحي بالهلوسة والنشوة، وإثارة العواطف.

## روابط خارجية
- جيفرسون إيربلاين على موقع IMDb (الإنجليزية)
- جيفرسون إيربلاين على موقع الموسوعة البريطانية (الإنجليزية)
- جيفرسون إيربلاين على موقع ميوزك برينز (الإنجليزية)
- جيفرسون إيربلاين على موقع رولينغ ستون (الإنجليزية)
- جيفرسون إيربلاين على موقع أول ميوزيك (الإنجليزية)
- جيفرسون إيربلاين على موقع ديسكوغز (الإنجليزية)